# 7391 Строугал
7391 Стро́угал (7391 Strouhal) — астероїд головного поясу, відкритий 8 листопада 1983 року.
Тіссеранів параметр щодо Юпітера — 3,363.
Названо на честь Вінценца Строугала (1850–1922), чеського професора, фізика-експериментатора.